# Baeosemus oenescens
Baeosemus oenescens är en stekelart som beskrevs av Thomson 1891. Baeosemus oenescens ingår i släktet Baeosemus och familjen brokparasitsteklar. Inga underarter finns listade.